# Самбо (этнографический термин)
Са́мбо (исп. zambo) — потомки от смешанных браков индейцев и людей негроидной расы. В разных странах и в разные времена термин имел различные значения. Старые словари определяют его как помесь чернокожего и мулатки или чернокожей и мулата. Старое произношение — «замбо», «замбоин». Термин был закреплён в латиноамериканской кастовой системе.
Отрывок из книги XVIII века Прево д’Экзиля «История о странствиях»: «Креолами называют родившихся от испанца и американки и наоборот; метисами или тумами — от испанца и индианки; кастисами и терцеронами — от метиса и метиски; квартеронами — от негра и испанки; мюлатрами — от негритянки и европейца; грифами — от негритянки и мюлатра; самбами — от мюлатрки и индейца; кабрами — от индианки и самбоинца…» Многие из этих терминов сейчас устарели.
В некоторых странах Латинской Америки используются другие слова для обозначения потомков негро-индейских браков: в Бразилии «кафу́зу» (порт. cafuzo), в Мексике «ло́бо» (исп. Lobo), в Гаити «марабу́» (фр. marabou), в Гондурасе, Белизе, Гватемале — «гари́фуна» (исп. garífuna).

## Известные самбо
- Уго Чавес
- Делла Риз
- Льюис, Эдмония
- Чилаверт, Хосе Луис
- Лудакрис
- Джонсон, Дуэйн
- Арон Винтер
- Джими Хендрикс